# Борковське
Борковське (рос. Борковское) — присілок в Приморському районі Архангельської області Російської Федерації.
Населення становить 5 осіб. Входить до складу муніципального утворення Островне поселення.

## Історія
Від 2004 року входить до складу муніципального утворення Островне поселення.

## Населення
| 2002 | 2010 | 2012 |
| ---- | ---- | ---- |
| 11   | ↘9   | ↘5   |